# Copa América 2024 (regata)
La Copa América 2024 fue la edición número 37 de la Copa América de vela. Se disputó del 12 al 19 de octubre de 2024 en Barcelona, España. Los yates fueron de la clase AC75.

## Participantes

### Defensor
No hubo Defender Selection Series, ya que el equipo Team New Zealand fue elegido por el club defensor, el Real Escuadrón de Yates de Nueva Zelanda, para competir.
| Equipo           | Club                                     | Pabellón      | Patrón        |
| ---------------- | ---------------------------------------- | ------------- | ------------- |
| Team New Zealand | Real Escuadrón de Yates de Nueva Zelanda | Nueva Zelanda | Peter Burling |

### Retadores
Tras finalizar la 36.ª edición, el Real Escuadrón de Yates anunció que desafiaba al vencedor, convirtiéndose en el Challenger of Record para la 37.ª edición. También anunció que el equipo que le representará sería el INEOS Britannia.
Posteriormente se presentaron otros cuatro clubes, además del Challenger of Record:
| Equipo                     | Club                             | Pabellón       | Patrón             |
| -------------------------- | -------------------------------- | -------------- | ------------------ |
| INEOS Britannia            | Real Escuadrón de Yates          | Reino Unido    | Ben Ainslie        |
| American Magic             | Club de Yates de Nueva York      | Estados Unidos | Terry Hutchinson   |
| Luna Rossa Challenge       | Círculo de Vela Sicilia          | Italia         | Max Sirena         |
| Alinghi Red Bull Racing    | Sociedad Náutica de Ginebra      | Suiza          | Arnaud Psarofaghis |
| Orient Express Racing Team | Sociedad Náutica de Saint-Tropez | Francia        | Quentin Delapierre |

Estos desafíos se enfrentaron en las Challenger Selection Series por la Copa Louis Vuitton entre el 29 de agosto y el 7 de octubre para decidir el equipo que disputará la Copa América al defensor, el Real Escuadrón de Yates de Nueva Zelanda, en el America's Cup match final.
La Sociedad Náutica de Saint-Tropez fue eliminada en la primera ronda de regatas, avanzando a semifinales los otros cuatro equipos. 
|  | Semifinal | Semifinal               | Semifinal |                      |                 | Final | Final | Final |  |
|  |           |                         |           |                      |                 |       |       |       |  |
|  |           |                         |           |                      |                 |       |       |       |  |
|  |           | INEOS Britannia         | 5         |                      |                 |       |       |       |  |
|  |           | INEOS Britannia         | 5         |                      |                 |       |       |       |  |
|  |           | Alinghi Red Bull Racing | 2         |                      |                 |       |       |       |  |
|  |           | Alinghi Red Bull Racing | 2         |                      | INEOS Britannia | 7     |       |       |  |
|  |           |                         |           |                      | INEOS Britannia | 7     |       |       |  |
|  |           |                         |           | Luna Rossa Challenge | 4               |       |       |       |  |
|  |           | Luna Rossa Challenge    | 5         | Luna Rossa Challenge | 4               |       |       |       |  |
|  |           | Luna Rossa Challenge    | 5         |                      |                 |       |       |       |  |
|  |           | American Magic          | 3         |                      |                 |       |       |       |  |
|  |           | American Magic          | 3         |                      |                 |       |       |       |  |
|  |           |                         |           |                      |                 |       |       |       |  |

En semifinales, la Sociedad Náutica de Ginebra perdió ante el Real Escuadrón de Yates y el Club de Yates de Nueva York perdió ante el Círculo de Vela Sicilia, por lo que la final se disputó entre el Real Escuadrón de Yates y el Círculo de Vela Sicilia. Ganó el equipo británico por 7 a 4.

## America's Cup match
La Copa se disputó al mejor de 13 mangas entre el yate neozelandés Taihoro del Team New Zealand (Real Escuadrón de Yates de Nueva Zelanda) y el británico Britannia RB3 del INEOS Britannia (Real Escuadrón de Yates). Los neozelandeses vencieron por 7-2, reteniendo así el trofeo.
| Equipo           | 1 | 2 | 3 | 4 | 5 | 6 | 7 | 8 | 9 | Total |
| ---------------- | - | - | - | - | - | - | - | - | - | ----- |
| Team New Zealand | ● | ● | ● | ● |   |   | ● | ● | ● | 7     |
| INEOS Britannia  |   |   |   |   | ● | ● |   |   |   | 2     |

## 38.ª edición
Al igual que sucedió en 2021, nada más terminar la competición, el Real Escuadrón de Yates presentó un nuevo desafío al Real Escuadrón de Yates de Nueva Zelanda, convirtiéndose en el Challenger of Record para la 38.ª edición 